# Heinrich Repke

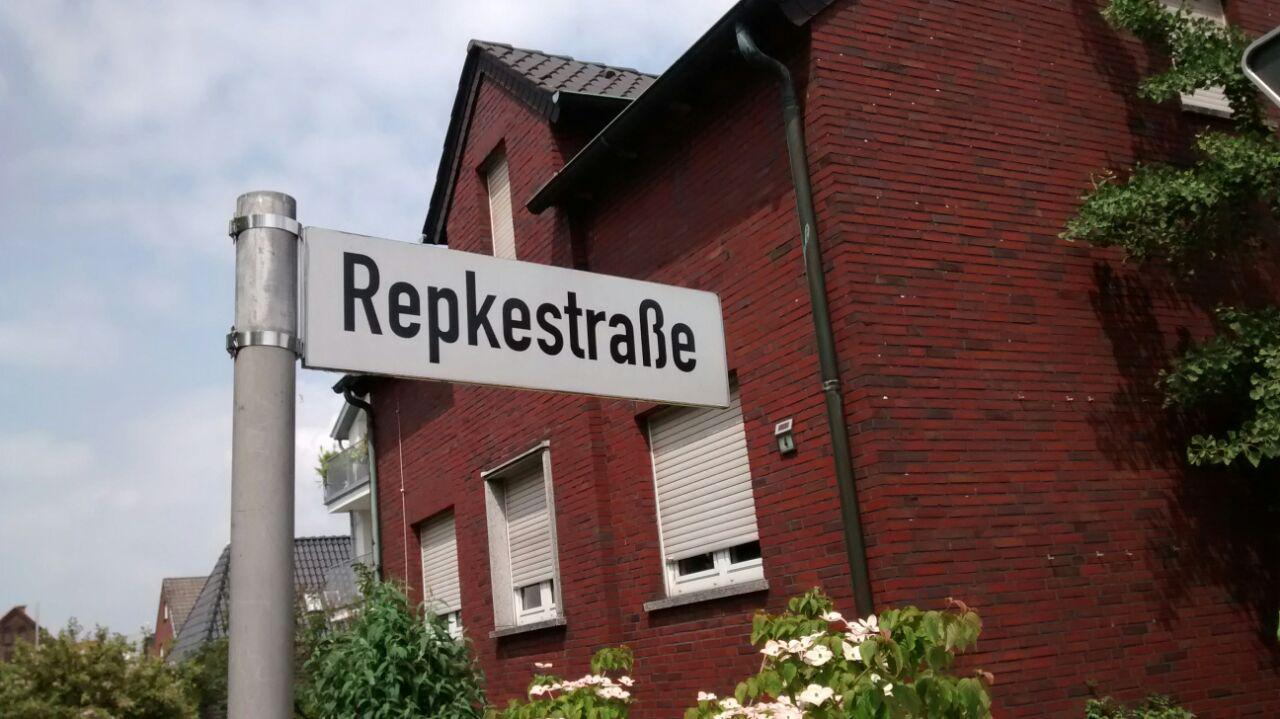
Repkestraße in Werne

Heinrich Repke (* 31. März 1877 in Werne; † 25. Dezember 1962 in Wiedenbrück) war ein deutscher Kunstmaler und Vertreter der Wiedenbrücker Schule.

## Leben

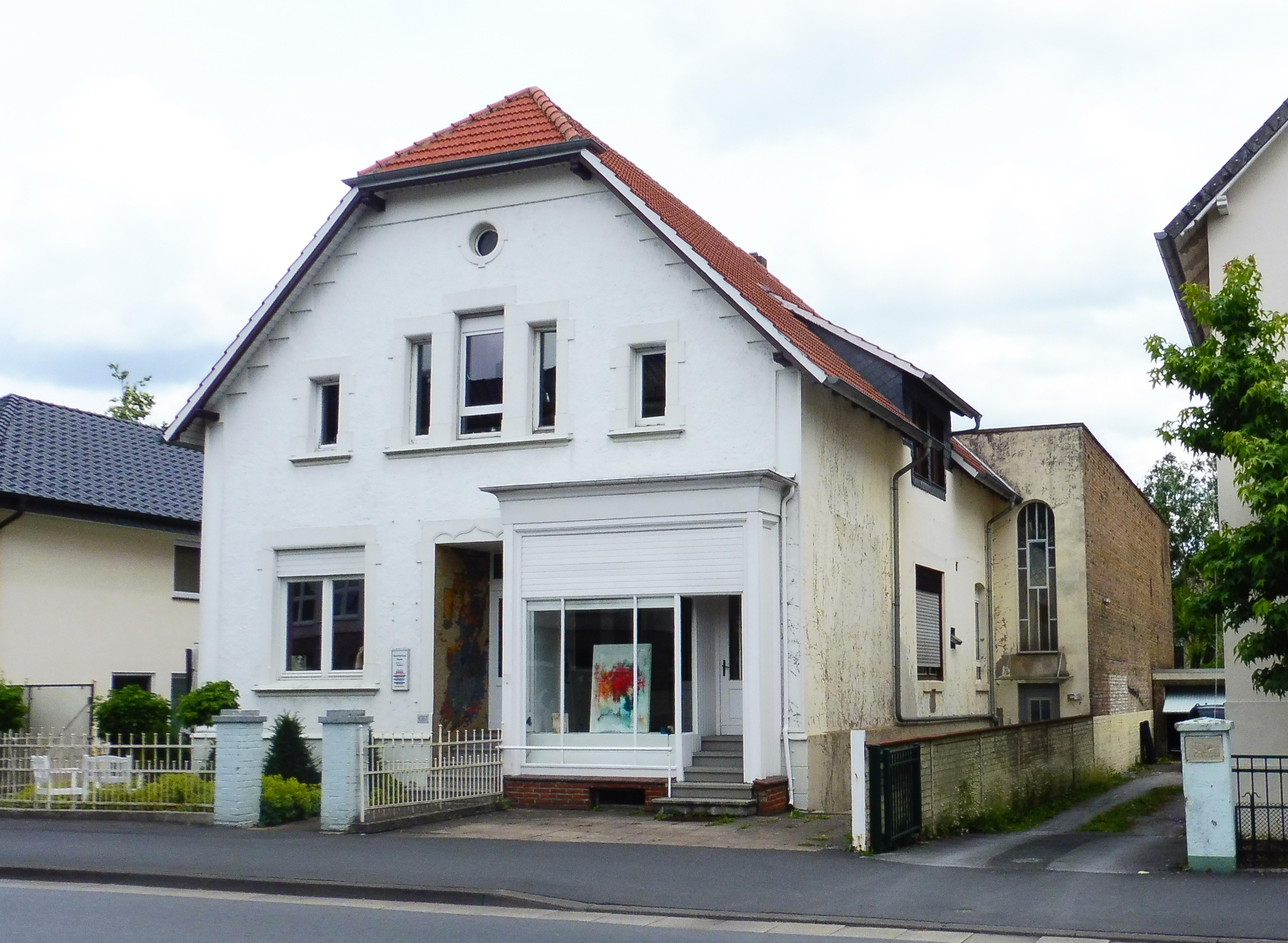
Wohnhaus und Atelier von Heinrich Repke in Wiedenbrück

Bis 1895 machte er eine Lehre als Dekorationsmaler im Wiedenbrücker Atelier von Georg Goldkuhle. Im gleichen Atelier ließ er sich danach auch als Bildnismaler ausbilden, bevor er 1899 ein Studium an der Kunstakademie in Düsseldorf begann. Er kehrte jedoch schon 1900 nach Wiedenbrück zurück, um dort begonnene Werke des inzwischen verstorbenen Georg Goldkuhle zu vollenden. 1907 machte er sich in Wiedenbrück mit einem Atelier für Kirchenmalerei selbständig.
In der Zeit des Nationalsozialismus wurden zwischen 1938 und 1943 insgesamt fünf seiner Werke auf der Großen Deutschen Kunstausstellung ausgestellt. Hierbei handelt es sich um zwei Bauerngemälde und drei Stillleben. Das Bild Der weiße Truthahn wurde 1938 von Adolf Hitler für 750 Reichsmark (RM) gekauft. Robert Ley erwarb 1942 das Stillleben Schläft ein Lied in allen Dingen für 3.000 RM. Gegenstand kritischer Reflexion sind ferner die Darstellungen der Passion Jesu durch Heinrich Repke.
Auch Repkes Sohn Willi (* 1911, † 2009), der gemeinsam mit Hans Schmitz-Wiedenbrück bei seinem Vater in die Lehre ging, wurde Kunstmaler und gilt als letzter Vertreter der Wiedenbrücker Schule.
In Rheda-Wiedenbrück und in Werne befinden sich heute jeweils eine Repkestraße.

## Werke

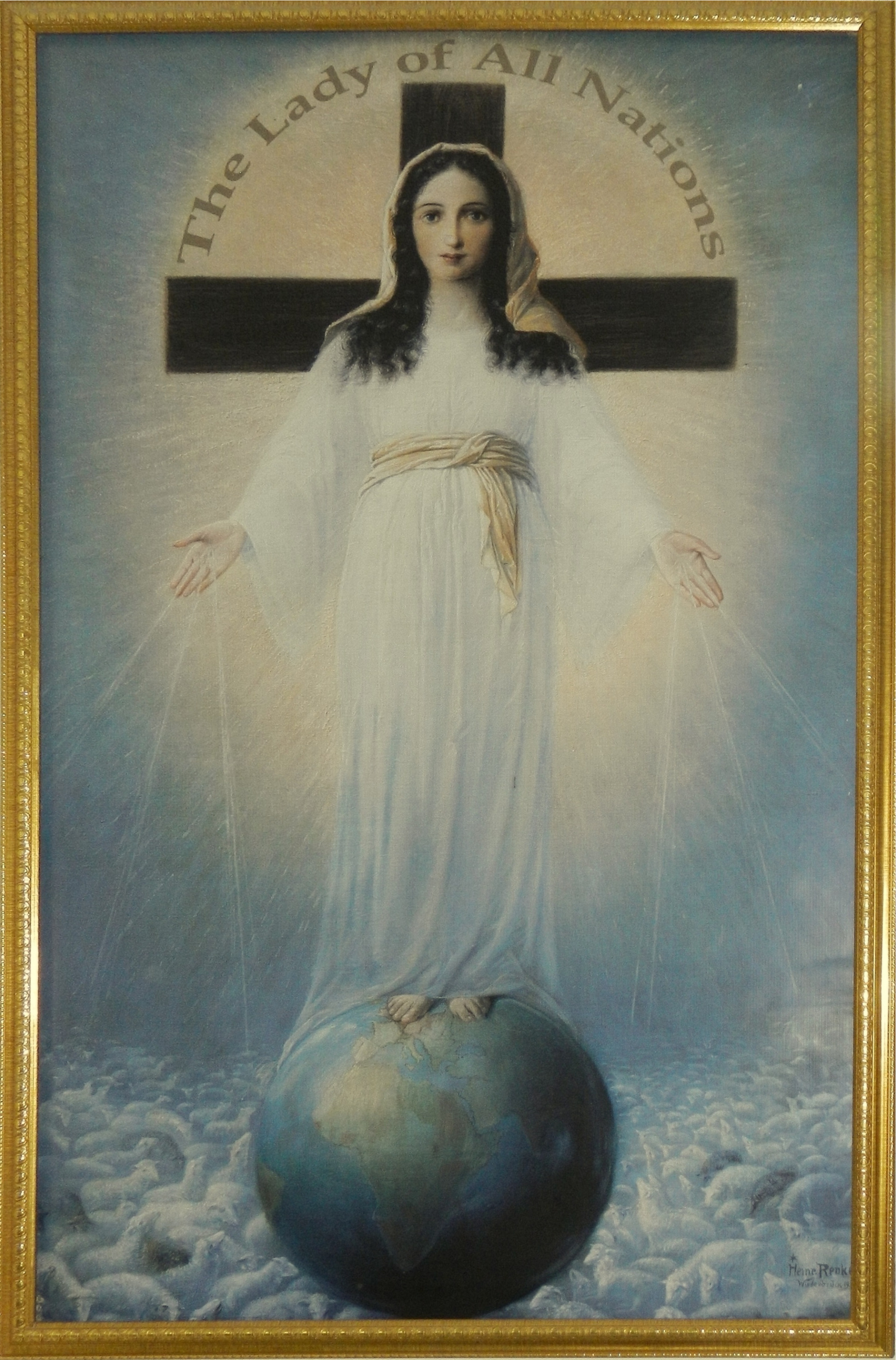
Kopie des Bildes Die Frau aller Völker in Norzagaray, Philippinen; rechts unten die Signatur Heinr. Repke Wiedenbrück

Werke von Heinrich Repke befinden sich in zahlreichen Kirchen und Kapellen u. a. in:
- Amsterdam (NL), Kapelle der Frau aller Völker (Gnadenbild der Frau aller Völker, 1951, gemalt nach den umstrittenen Vorgaben der niederländischen Seherin Ida Peerdeman.)[8][9][10][11]
- Brambauer, (Lünen), Pfarrkirche Herz-Jesu, (Gemälde „Christus König“) im linken Seitenschiff der Kirche
- Denekamp  (NL), Sankt Nikolauskirche
- Dinslaken-Lohberg, Pfarrkirche St. Marien (14 Kreuzwegstationen)[12]
- Dortmund-Hörde, Stiftskirche St. Clara (14 Kreuzwegstationen, 1929)
- Freienohl, Pfarrkirche St. Nikolaus (14 Kreuzwegstationen)[13]
- Horneburg, Alte Pfarrkirche St. Maria Magdalena (14 Kreuzwegstationen)[14]
- Lette (Oelde), Pfarrkirche St. Vitus, (Gemälde „Christus am Kreuz“ und „Christus mit den Jüngern in Emmaus“)
- Oldenzaal (NL), Plechelmus-Basilika
- Rheda-Wiedenbrück, St. Aegidius (Gemälde „Westfälisches Abendmahl“, 1937)[15]
- Selm, Pfarrkirche St. Ludger (14 Kreuzwegstationen)[16]
- Verl, Pfarrkirche St. Anna (Kreuzwegbilder, Apostelbilder und Altarbild, 1935–37)[17]

Weitere Werke (Auswahl):
- Gemälde „Gedembergmühle in Werne“ (1943, Museum der Stadt Werne)[18]
- Gemälde „Segen vor der Schlacht“ (1910)[19]

## Weblink
- Wiedenbrücker Schule Museum